# Frontdimma

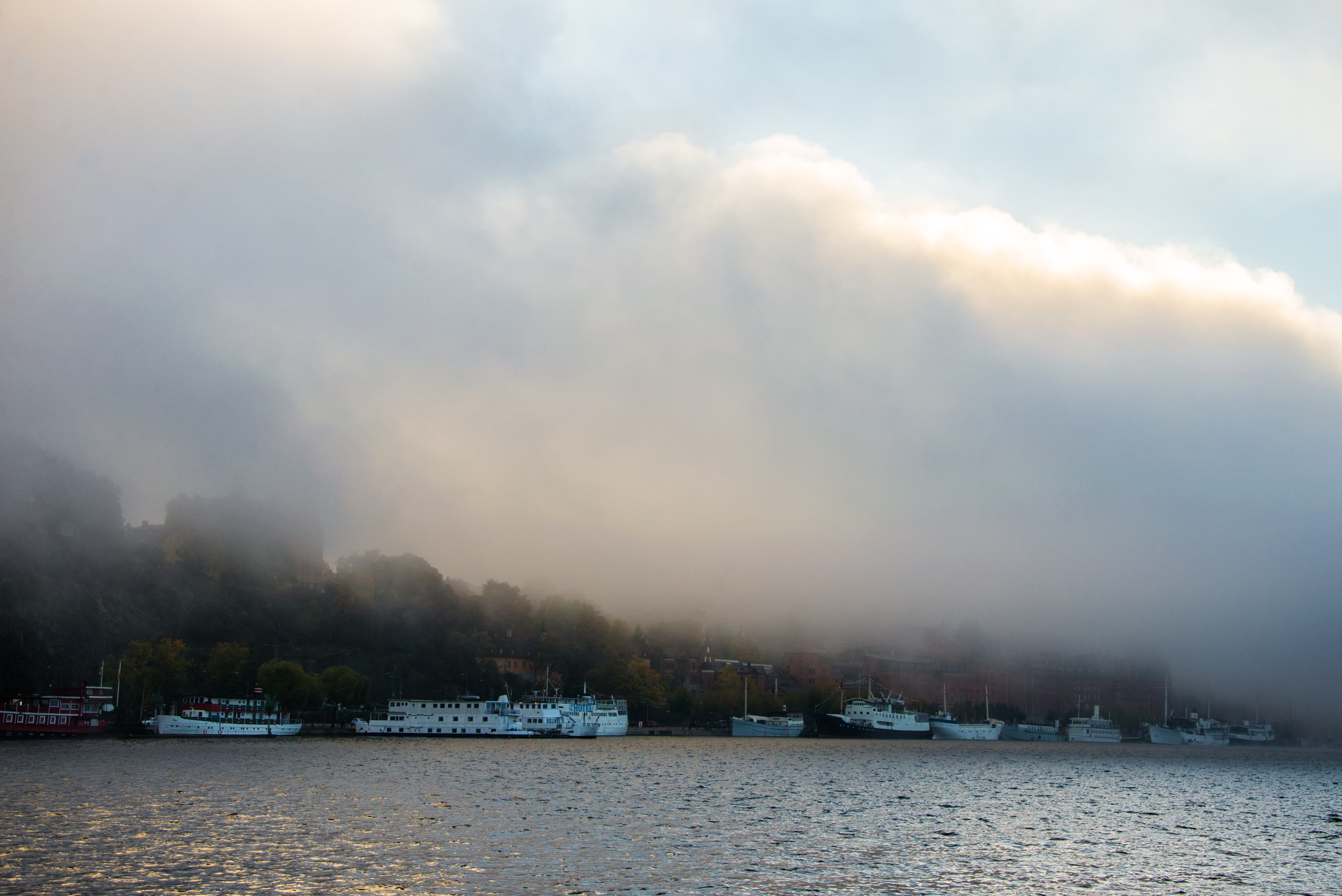
Frontdimma drar in över Södermalm i Stockholm den 17 oktober 2015 klockan 16.02.

Frontdimma är dimma som bildas när en front (vanligen en varmfront) passerar och regn faller genom en kallare luftmassa. Den rör sig med fronten och är normalt ganska kortlivad.

## Uppkomst av frontdimma
Vid en varmfront ligger den kallare tyngre luften som en kil under den varmare luften. När regn faller från den varmare ovanliggande luften ner till den kallare luften avdunstar de relativt varmare dropparna och tillför luften vattenånga. När ångan blandas med den kallare omgivande luften kan kondensation ske och dimma bildas. Framför en varmfront brukar lufttrycket falla vilket kan leda till en viss avkylning av luften. Detta är ytterligare en bidragande orsak till den här typen av dimma.